# Brewster Shaw
Brewster Hopkinson Shaw, Jr. (* 16. května 1945 v Cass City, Michigan, USA) je bývalý americký astronaut z raketoplánů, činovník agentury NASA.

## Život

### Mládí a výcvik
Po základní a střední škole vystudoval University of Wisconsin-Madison v roce 1969 a získal titul strojního inženýra. Pak pracoval jako instruktor ve škole zkušebních pilotů na základně Edwards v Kalifornii.
Do týmu astronautů NASA byl vybrán roku 1978 v hodnosti kapitána amerického vojenského letectva jako astronaut – pilot. V té době byl již ženatý a měl tři děti.

### Lety do vesmíru
Poprvé letěl s expedicí STS-9 v raketoplánu Columbia (dle COSPARu 1973-050A). Letěli s ním: Owen Garriott, John Young, Robert Parker, Byron Lichtenberg a Němec Ulf Merbold. Start byl z Kennedyho vesmírného střediska na Floridě. Během letu zvládli 70 vědeckých experimentů a s menšími problémy i přistání na základně Edwards.
O dva roky později pokračoval druhým letem v raketoplánu Atlantis. Osádku tvořili velitel Brewster Shaw, pilot Bryan O'Connor , tři letoví specialisté – Sherwood Spring, ekoložka dr. Mary Cleaveová a Jerry Ross a konečně dva specialisté pro užitečné zatížení: Mexičan Rodolfo Neri Vela (elektronik) a Charles Walker od firmy McDonnell-Douglas. Během letu vypustili družice: Morelos B, určená pro Mexiko, Aussat 2 pro Austrálii a RCA Satcom Ku-2 pro vnitrostátní spojení v USA. V pořádku přistáli na základně Edwards.
Také svůj třetí let absolvoval jako kapitán raketoplánu. V posádce Columbie měl tyto kolegy: Richard Richards (pilot) a trojice letových specialistů David Leestma, James Adamson a Mark Brown. Byl to let utajený, vojenský, protože při něm vypustili dvě špionážní družice. Také tentokrát byl start z Floridy – z mysu Canaveral a přistání v Kalifornii na základně Edwards.
Během svých třech letů strávil na oběžné dráze 22 dní. Je zapsán jako 128. člověk ve vesmíru.
- STS-9 Columbia (28. listopadu 1983 – 8. prosince 1983)
- STS-61-B Atlantis (27. listopadu 1985 – 3. prosince 1985)
- STS-28 Columbia (8. srpna 1989 – 13. srpna 1989)

## Po letech
Ze střediska oddílu astronautů a NASA odešel v roce 1995, ovšem již předtím v Houstonu pracoval v různých řídících funkcích NASA. V roce 1999 odešel z NASA do firmy Boening Co., kde se stal ředitelem projektu ISS, v roce 2003 se k NASA vrátil jako ředitel letových operací USA.